# Pachypanchax omalonotus
Pachypanchax omalonotus é uma espécie de peixe da família Aplocheilidae.
É endémica de Madagáscar.
Os seus habitats naturais são: rios.